# Социальный дарвинизм

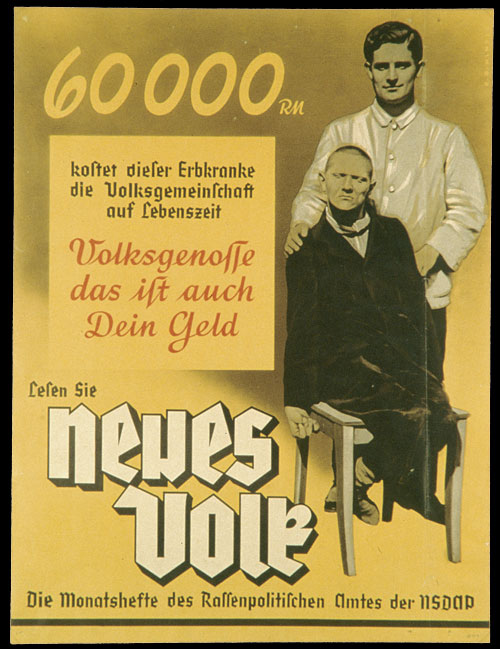
Пропаганда нацистской Программы Т-4: «60 тыс. рейхсмарок — вот во что этот человек, страдающий наследственной болезнью, обходится обществу при жизни. Согражданин, это и твои деньги тоже», Управления расовой политики, издание «Новый народ»

Социа́льный дарвини́зм (социа́л-дарвини́зм) — совокупность псевдонаучных теорий и общественных практик, биологизаторское течение и идеологическое движение в общественной мысли конца XIX — начала XX века, которое объясняло устройство и развитие общества преимущественно действием законов живой природы и предполагало применение биологических концепций естественного отбора и выживания наиболее приспособленных к социологии, экономике и политике. Социальный дарвинизм в значительной степени был определён исследователями Западной Европы и Северной Америки 1870-х годов. Социальный дарвинизм является основой идеи «расовой борьбы», распространённой в идеологии расизма — борьбы между собой за существование различных рас, рассматриваемых как отдельные биологические виды.
Определяющим фактором социальной жизни считалась принадлежность человека природному миру, а биологические различия рассматривались как основа социальных различий. Социальный дарвинизм рассматривал конфликты между индивидами, группами, обществами, институтами, обычаями и др. и способы их решения. Течение включало большое число концепций, различавшихся по социально-политическому содержанию, взглядам на идеал будущего общества и выбору в качестве теоретической основы конкретных природных способностей человека и законов их эволюции. Речь шла об инстинктах, наследственности, адаптации к изменениям окружающей среды, борьбе за существование и естественном отборе. Различные направления имели различные представления, какие группы людей считать сильными, а какие слабыми, а также какими именно способами следует поощрять силу и подавлять слабость. Многие направления разделяют идею конкуренции между людьми при капитализме в рамках принципа невмешательства laissez-faire (экономической доктрины, согласно которой государственное регулирование экономики и экономическое вмешательство должны быть минимальными), тогда как другие, опираясь на идею борьбы между национальными или расовыми группами, поддерживают авторитаризм, евгенику, расизм, империализм и/или фашизм.
Социальный дарвинизм был тесно связан с расизмом, поскольку социал-дарвинисты переносили учение Дарвина о естественном отборе и борьбе за существование на человеческое общество (Д. Хайкрафт и Б. Кидд в Великобритании, Жорж де Лапуж во Франции, Людвиг Вольтман, Хьюстон Чемберлен и Отто Аммон в Германии, Мэдисон Грант в США и др.). Они использовали мальтузианство и положения евгеники для обоснования идеи превосходства наследуемых качеств господствующих слоёв общества. Идея Чемберлена о борьбе «арийской» и «семитской рас» как стержне мировой истории была заимствована нацизмом, а затем через него неонацизмом и рядом направлений неоязычества. Одним из сторонников идей социал-дарвинизма был Адольф Гитлер.
Социальный дарвинизм потерял авторитет в качестве научной концепции после Первой мировой войны и был в значительной степени дискредитирован к концу Второй мировой войны, как из-за связи с нацизмом, так и из-за складывающегося научного консенсуса, что эти представления не являются научно обоснованными. Ряд более поздних гипотез, которые были отнесены к социальному дарвинизму, обычно описывались как таковые их оппонентами; сторонники этих гипотез не называли себя социальными дарвинистами. Креационисты часто утверждают, что социальный дарвинизм является логическим следствием «дарвинизма» (теории естественного отбора в биологии). По мнению биологов и историков, это вид ошибочной логической аргументации — апелляция к природе, тогда как в действительности теория естественного отбора описывает только биологическое явление и не должна рассматриваться как положительно оценивающая это явление или призывающая его использовать как моральный ориентир в человеческом обществе. Хотя большинство учёных отмечают некоторые исторические связи между популяризацией теории Дарвина и формами социального дарвинизма, они также считают, что социальный дарвинизм не является необходимым следствием принципов биологической эволюции. Социальный дарвинизм обычно считается лженаукой, не основанной на каких-либо эмпирических данных.

## История

### Истоки
Теории социальной и культурной эволюции возникли в европейской философии в эпоху Просвещения. Ещё в XVII веке Томас Гоббс отмечал, что многие процессы в обществе аналогичны тем, что происходят в животном мире.
Предшественником идей социал-дарвинизма считается Томас Мальтус, издавший в 1798 году книгу «Опыт закона о народонаселении». В этом труде Мальтус утверждал, что в будущем человечество неизбежно столкнётся с проблемой нехватки продовольствия, вызванной перенаселением, в результате чего бедное население планеты вымрет от голода, а богатые выживут, то есть реализуется «мальтузианская ловушка».
По мнению французского философа и историка Мишеля Фуко, первая формулировка расизма возникла в период раннего Нового времени как «дискурс расовой борьбы» и исторический и политический дискурс, который Фуко противопоставил философскому и юридическому дискурсу суверенитета.
Согласно Майклу Рузу, Дарвин был знаком с работами Мальтуса и читал его «Опыт о народонаселении» в 1838 году, то есть четыре года спустя после смерти учёного. С 1831 по 1836 год Дарвин совершил в качестве натуралиста кругосветное путешествие на корабле «Бигль». На всём пути следования он тщательно изучал фауну и флору. Собранные во время экспедиции материалы обрабатывались Дарвином совместно с крупнейшими английскими зоологами. Узнав, что галапагосские вьюрки из собранной им коллекции относятся к разным видам, Дарвин задумался о том, что они могли произойти от единого вида в результате адаптивной радиации. С 1837 года он начал вести систематические записи, в которых фиксировал факты в пользу эволюции организмов и мысли по этому поводу. Собирал коллекцию ранее неизвестных ископаемых животных. В 1842 году Дарвин сформулировал гипотезу естественного отбора. С 1854 года он приступил к систематическому сбору материала по изменчивости, наследственности, динамике численности диких видов, методам селекции домашних животных и культурных растений. Первое издание знаменитого труда Чарльза Дарвина «Происхождение видов путём естественного отбора» вышло в 1859 году
Учёные высказывают различные точки зрения, в какой степени различные социал-дарвинистские идеи отражают взгляды самого Чарльза Дарвина на социальные и экономические проблемы человека. В его трудах есть пассажи, которые можно интерпретировать как оппозицию агрессивному индивидуализму, в то время как другие пассажи, предположительно, поддерживают его. Ранние эволюционные взгляды Дарвина и его неприятие рабства противоречат взглядам многих социальных дарвинистов об умственных способностях бедняков и коренных народов в европейских колониях. После публикации известной научной работы Чарлза Дарвина «Происхождение видов» (1859) одна группа последователей Дарвина во главе с сэром Джоном Леббоком утверждала, что естественный отбор перестал оказывать какое-либо заметное влияние на людей после формирования социальной структуры. Однако некоторые учёные считают, что взгляды Дарвина постепенно изменились и стали включать взгляды других теоретиков, таких как Герберт Спенсер. Спенсер опубликовал (1852) свои ламарковские эволюционные идеи об обществе до публикации Дарвином «Происхождения видов» (1859). Спенсер и Дарвин имели собственные концепции моральных ценностей. Спенсер поддерживал laissez-faire, основываясь на своих ламарковских представлениях, согласно которым борьба за выживание стимулирует совершенствование организма, которое может быть передано по наследству.
В работе Дарвина «Происхождение видов» (1859) не обсуждалось происхождение человека. Расширенная формулировка на титульном листе «Происхождение видов путём естественного отбора, или Сохранение лучших рас в борьбе за существование», использует общий термин биологической расы в качестве альтернативы понятия «подвид», а не в современном значении человеческой расы. В работе «Происхождение человека и половой отбор» (1871) Дарвин исследовал вопрос «аргументов за и против классификации так называемых человеческих рас как отдельных видов» и сделал вывод об отсутствии каких-либо расовых различий, которые могли бы указывать на то, что человеческие расы являются дискретными видами. Однако, по мнению историка Гертруды Химмельфарб, подзаголовок «Сохранение лучших рас в борьбе за существование» стал удобным девизом для расистов. Согласно историку Ричарду Хофстэдтеру, дарвинизм не был основным источником догматического расизма конца XIX века, но стал новым инструментом в руках теоретиков расы и «расовой борьбы». Дарвинистские настроения поддерживали идею англо-саксонского расового превосходства, которую разделяли многие американские мыслители второй половины XIX века. Мировое господство, уже достигнутое «белой расой», как казалось, доказывало, что она наиболее приспособлена.

### Формирование и развитие
Самым ярким выразителем идей социал-дарвинизма стал Герберт Спенсер, автор выражения «survival of the fittest», переводимого чаще всего как «выживание сильнейшего». В своих работах «Прогресс: его законы и причины» и «Основные начала» (1860) он вводит понятие социального прогресса. Также Спенсеру принадлежат слова: «Универсальный закон природы: существо, недостаточно энергичное, чтобы бороться за своё существование, должно погибнуть».
Также представителем социал-дарвинизма принято считать Уильяма Самнера (который отстаивал необходимость социального неравенства и был противником государственного вмешательства в экономику), видного американского социолога и реформиста Албиона Смолла, Густава Ратценхофера и других.
Известный писатель Джек Лондон был сторонником идей социал-дарвинизма вплоть до идейного перелома, ознаменованного романами «Железная пята» и «Мартин Иден».
Наибольшей популярностью идеи социального дарвинизма пользовались в Америке и Европе в конце XIX — начале XX века. В США идеи социал-дарвинизма проповедовали Джон Фиске, Эдмунд Нобл, Уильям Самнер, Эдвард Юманс. Эпоха империализма и бурно развивающегося индустриального капитализма способствовала взгляду на мир как на жестокое противоборство наций и отдельных людей. Однако социальный и научный прогресс опроверг большинство постулатов и предположений, на которых строилась теория социал-дарвинизма. В 1944 году американский историк Ричард Хофстэдтер опубликовал книгу «Социал-дарвинизм в американской мысли», в которой показана роль социал-дарвинизма для идеологического обоснования грубого индивидуализма, направленного против реформизма.

## Происхождение термина
Термин «дарвинизм» ввёл Томас Генри Гексли в апреле 1860 года в обзоре книги Дарвина «Происхождения видов», и к 1870-м годам этот термин уже использовался, чтобы описать ряд концепций эволюции или развития, которые не принадлежали собственно Чарльзу Дарвину.
Впервые термин «социальный дарвинизм» появился в статье Джозефа Фишера 1877 года «История землепользования в Ирландии», которая была издана в трудах Королевского исторического общества.
Термин был популяризирован в Соединенных Штатах в 1944 американским историком Ричардом Хофстэдтером, который использовал его в идеологической борьбе против фашизма, чтобы обозначить реакционное кредо, которое использовалось в пропаганде конкурентной борьбы, расизма и шовинизма. В период до издания книги Хофстэдтера использование термина «социальный дарвинизм» в английских академических журналах было довольно редким явлением. Фактически:

…существуют значительные доказательства того, что целостное понятие «социального дарвинизма», как мы его сегодня знаем, было фактически изобретено Ричардом Хофстэдтером. Эрик Фонер, во введении к новому изданию книги Хофстэдтера, выпущенному в начале 1990-х годов, отказывается идти так далеко. Как пишет Фонер: «Ричард Хофстэдтер не изобретал термин „социальный дарвинизм“, этот термин был изобретён в Европе в 1860-х годах и пересек Атлантику в начале 20 века. Но прежде чем Хофстэдтер описал этот термин, он использовался только в редких случаях; Хофстэдтер сделал этот термин стандартным обозначением словаря социальной мысли для комплекса идей конца 19 века…»
— Джефф Риггенбак

## Социальные дарвинисты

### Герберт Спенсер

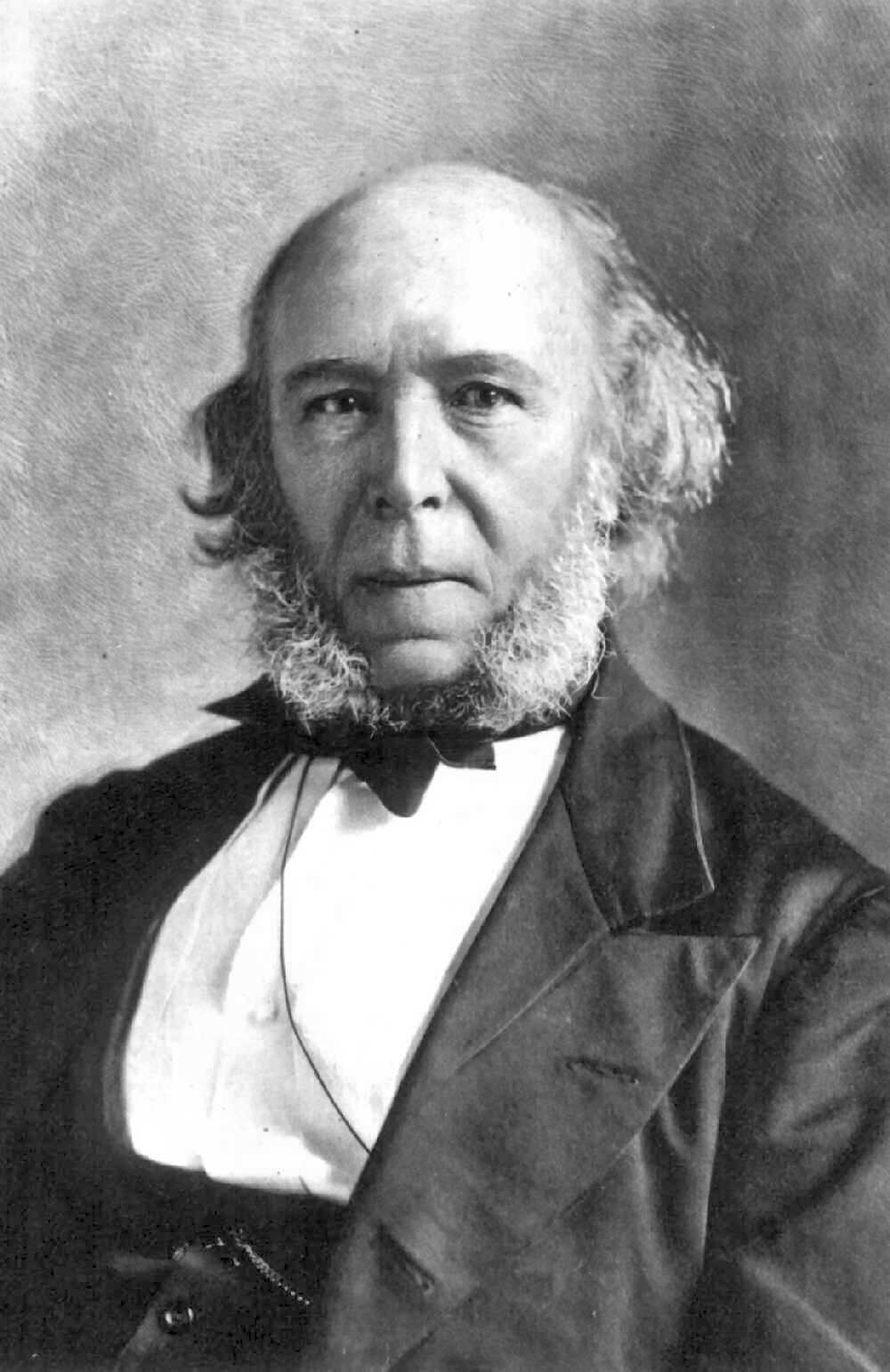
Герберт Спенсер

Идеи Герберта Спенсера в области эволюционного прогресса, возникли благодаря чтению Спенсером книги Томаса Мальтуса, а более поздние теории Спенсера — под влиянием Дарвина. Однако основная работа Спенсера «Прогресс: его закон и причина» (1857) была опубликована на два года раньше публикации работы Дарвина «Происхождение видов» (1859). Первые Принципы Спенсера были напечатаны в 1860 году. В работе «Социальной организм» (1860) Спенсер сравнивает общество с живым организмом и утверждает, что подобно тому, как биологические организмы развиваются посредством естественного отбора, так и общество развивается и увеличивается в сложности посредством аналогичных процессов. Во многих отношениях теория космического развития Спенсера имеет намного больше сходства с работами Ламарка и теорией позитивизма Огюста Конта, чем с теорией Дарвина. Джефф Риггенбак утверждает, что точка зрения Спенсера состояла в том, что культура и образование сделали идеи ламаркизма возможными и отмечает, что Герберт Спенсер был сторонником частной благотворительности.

### Томас Мальтус

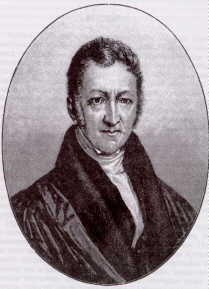
Томас Мальтус

Книга Спенсера также возобновила интерес к наследию Томаса Мальтуса. Не считавшийся поначалу разновидностью социального дарвинизма, его труд «Опыт закона о народонаселении» (1798) был невероятно популярен среди социальных дарвинистов. В этой книге, например, автор утверждал, что, поскольку рост населения будет обычно перегонять рост производства продовольствия, это приведёт к голоду среди самых слабых людей и «мальтузианской катастрофе». Мальтус предвосхитил идею социальных дарвинистов о том, что благотворительность может лишь усилить социальные проблемы.

### Фрэнсис Гальтон

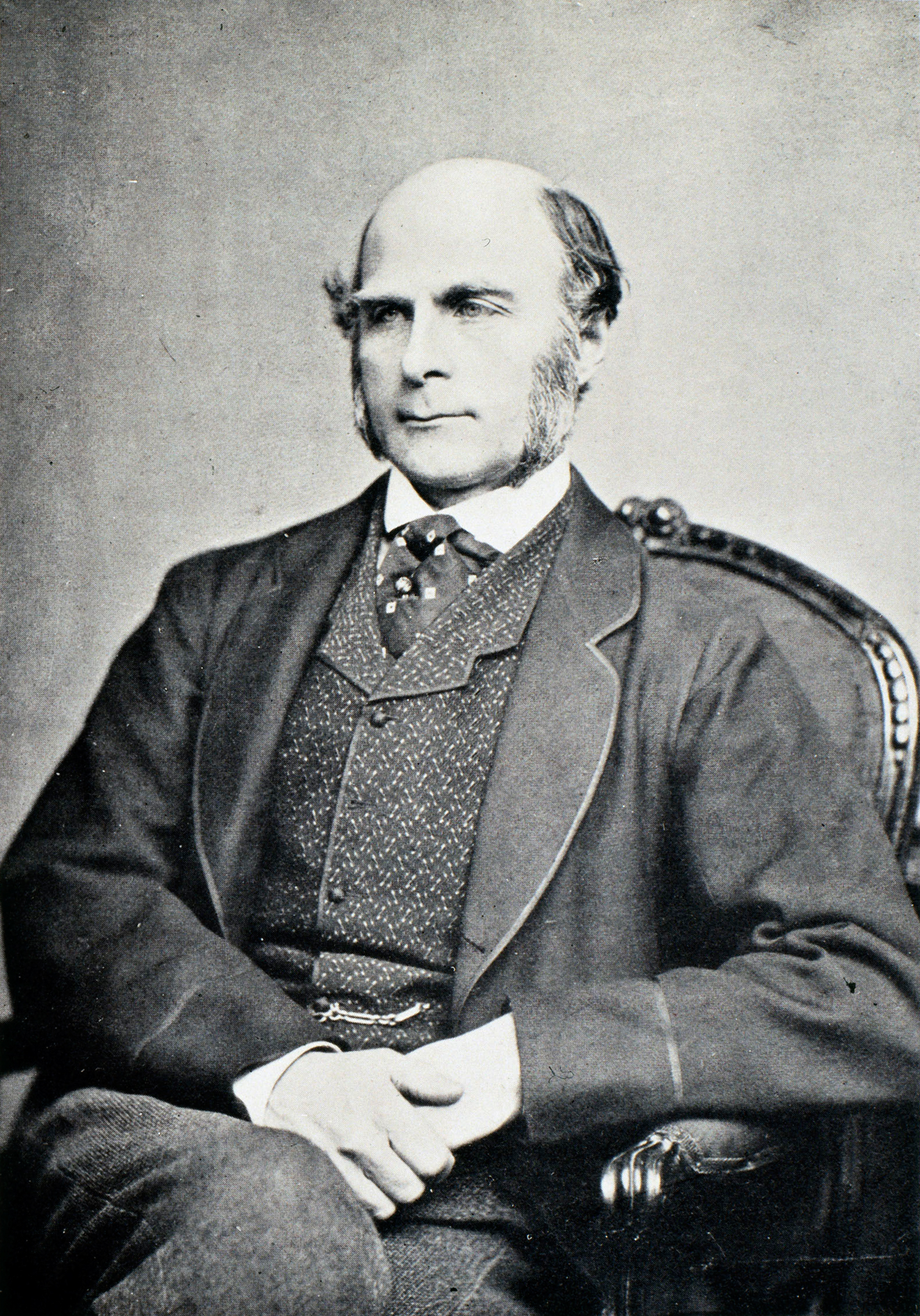
Фрэнсис Гальтон

Другая из социальных интерпретаций биологических взглядов Дарвина, позже известная как евгеника, была издана кузеном Дарвина Фрэнсисом Гальтоном в 1865 и 1869 годах. Гальтон утверждал, что, так же как физические черты были унаследованы поколениями людей от своих предков, то же самое можно сказать относительно умственных способностей: гениальность и талант тоже наследуются. Гальтон утверждал, что социальные нравы должны измениться так, чтобы наследственность была сознательным решением, чтобы избежать сверхразмножения менее приспособленных членов общества по сравнению с размножением более приспособленных.
С точки зрения Гальтона, социальные институты, такие как благотворительность и психиатрические больницы в демократическом обществе, позволяют худшим людям выживать и размножаться быстрее представителей элиты, и если не исправить эту ошибку, то общество скоро будет наводнено «худшими» людьми. Дарвин прочитал работу своего кузена с интересом и посвятил несколько разделов своей книги «Происхождение человека и половой подбор» обсуждению идей Гальтона. Ни Гальтон, ни Дарвин, однако, не рекомендовали проводить такую евгеническую политику, попытки которой будут предприняты в начале XX века, поскольку Гальтон и Дарвин были настроены против использования любого правительственного принуждения в любой форме.

### Фридрих Ницше
Философ Фридрих Ницше обратился к вопросу естественного отбора, хотя принципы Ницше не совпадали с дарвинистскими теориями естественного отбора. Точка зрения Ницше на болезнь и здоровье, в частности, противоречила понятию биологического приспособления, сущность которого была сформулирована Спенсером. Ницше подверг критике идеи Геккеля, Спенсера и Дарвина, под тем же самым предлогом, что в отдельных случаях больные люди были необходимы и даже полезны обществу. Ницше писал:

Везде, где прогресс может быть гарантирован, изменчивость имеет самое большое значение. Каждому прогрессу в целом должен предшествовать частичный регресс. Самые сильные личности сохраняют свой тип, более слабые помогают продвинуть его. Что-то подобное происходит и с человеком: изредка происходят случаи вырождения, гибели элиты, любой физической и моральной смерти без прогресса где-нибудь в другом месте. В воинственном и беспокойном клане, например, больной человек имеет шанс, чтобы остаться одиноким и поэтому стать более мудрым; у одноглазого человека будет один глаз более сильным; слепой будет видеть глубже извнутри, и конечно слышать лучше. До некоторой степени известная теория естественного отбора кажется мне не единственной точкой зрения, с помощью которой можно объяснить прогресс укрепления человека или расы…

### Эрнст Геккель
Публикация бестселлера «Загадка Вселенной» (нем. Welträtsel) Эрнста Геккеля в 1899 принесла известность социальному дарвинизму и более ранним идеям «расовой гигиены» среди широкой аудитории. Теория Геккеля не была дарвинизмом, а скорее попыталась объединить идеи Гёте, Ламарка и Дарвина. Эти идеи Геккеля были приняты появляющимися общественными науками, чтобы поддержать идею, что все неевропейские общества были «примитивными» и находились на начальной стадии развития на пути к европейскому идеалу, но с тех пор эти идеи были в значительной степени опровергнуты со многих точек зрения. Работы Геккеля привели к формированию «Лиги монистов» в 1904 году, куда входили многие знаменитые учёные, включая лауреата Нобелевской премии Вильгельма Оствальда. «Монизм» как интеллектуальное течение (не путать с монизмом как типом философских концепций) — противопоставляемый традиционному мировоззрению (и поддерживающим его церквям) проект формирования нового единого мировоззрения на основе новейших данных естествознания (в том числе социал-дарвинизма), духа пантеизма (монистической религии), интернационализма и пацифизма. К 1909 году количество членов Лиги Монистов достигло 6 тысяч человек, среди которых было немало влиятельных ученых и философов.
Идеи социального дарвинизма следовали за ранними мальтузианскими идеями, что люди, особенно мужчины, требуют соревнования с другими людьми, чтобы выжить в будущем. Более того, бедным людям придётся самим обеспечивать своё благосостояние и не просить помощи у государства. Однако, несмотря на эти идеи, большинство социальных дарвинистов в начале XX века фактически поддержало требование улучшить условия труда и повысить зарплату: такие меры предоставили бы бедным людям лучшую возможность обеспечить своё благосостояние, но бесполезны для тех, кто беден из лени, немощи или неполноценности.

## Дарвинизм и гипотезы социальных изменений
«Социальный дарвинизм» был описан Оскаром Шмидтом из университета Страсбурга в докладе на научно-медицинской конференции, проведённой в Мюнхене в 1877 году. Шмидт отметил, что социалисты, хотя и являются противниками теории Дарвина, тем не менее, использовали идеи социал-дарвинизма, чтобы добавить убедительности к своим политическим аргументам. Статья Шмидта сначала появилась на английском языке в журнале «Популярная наука» в марте 1879 года. Шмидт использовал термин «социал-дарвинизм» вслед за автором анархистского трактата Эмилем Готье. Этот анархистский трактат был озаглавлен «Le darwinisme social» и был издан в Париже в 1880 году. Однако использование термина «социальный дарвинизм» было очень редким — по крайней мере, в англоговорящем мире — до тех пор, пока американский историк Ричард Хофстэдтер не издал свою авторитетную работу «Социальный дарвинизм в американской мысли» во время второй мировой войны (1944).
Гипотезы социальной и культурной эволюции были распространены в Европе достаточно давно. Мыслители Просвещения, которые жили задолго до Дарвина, такие как Георг Гегель, часто утверждали, что общества прогрессировали через стадии ускоряющегося развития. Более ранние мыслители также подчеркивали значение конфликта как врождённой особенности общественной жизни. Изображение естественного состояния, принадлежащего философу XVII века Томасу Гоббсу, представляется аналогичным понятию «соревнование за природные ресурсы», описанному Дарвином. Социальный дарвинизм отличается от других теорий социальных изменений тем, что социальный дарвинизм использует идеи Дарвина из области биологии в общественных науках.
Дарвин, в отличие от Гоббса, полагал, что эта борьба за природные ресурсы позволила людям с определёнными физическими и умственными чертами преуспевать более часто, чем другим, и что эти физические и умственные черты накапливались в людях в течение долгого времени. Накопление этих черт при определённых условиях могло привести к потомкам, являющимся столь отличными от современных людей, что эти потомки будут определены как новая разновидность людей.
Однако Дарвин чувствовал, что такие «социальные инстинкты», как «сочувствие» и «моральные чувства», также развились посредством естественного отбора, и что эти «социальные инстинкты» привели к укреплению обществ, в которых они произошли. Дарвин написал об этом в своей работе «Происхождение человека и половой подбор»:

Следующее суждение кажется мне в высокой степени истинным — а именно, что любое животное, имеющее ясные социальные инстинкты, родительские и сыновние привязанности, неизбежно приобрело бы нравственное чувство или совесть, как только её интеллектуальные способности развились так же, как у человека, поскольку социальные инстинкты заставляют животное получать удовольствие в обществе его товарищей, чувствовать определённое количество согласия с ними и выполнять различные услуги для них.
— Чарльз Дарвин. Происхождение человека и половой подбор

## США
Спенсер был популярной фигурой в 1880-х годах, прежде всего потому, что его пропаганда развития в области человеческой деятельности продвинула оптимистическое представление о будущем как о неизбежном становлении лучшего. В Соединённых Штатах писатели и мыслители золотого века, такие как Эдвард Л. Юмэнс, Уильям Грэм Самнер, Джон Фиск, Джон В. Бёрджесс и другие, развивали собственные теории социальной эволюции в результате воздействия на них работ Дарвина и Спенсера.
В 1883 Самнер издал очень авторитетную брошюру, названную «Что социальные классы должны друг другу?», в которой настаивал на том, что социальные классы ничего не должны друг другу. Самнер синтезировал идеи Дарвина с идеями капитализма свободного предпринимательства для оправдания этого капитализма. Согласно Самнеру, те, кто чувствует потребность помочь людям, не способным конкурировать за ресурсы, приведёт свою страну к положению, где слабые и худшие люди будут размножаться быстрее сильных и лучших людей. В конечном счёте, это ослабляет страну. Самнер также верил, что самым лучшим человеком, способным выиграть борьбу за существование, является американский бизнесмен. Самнер пришёл к заключению, что государственные налоги и предписания угрожают выживанию этого бизнесмена. Брошюра Самнера не упоминает о дарвинизме, а только упоминает Дарвина в заявлении о значении свободы: «Никогда не было ни одного человека от примитивного варвара до Гумбольдта или Дарвина, который мог выполнить то, что он задумал».
Самнер никогда полностью не принимал дарвинистские идеи, и некоторые современные историки не считают, что Самнер когда-либо фактически верил в социальный дарвинизм. Значительное большинство американских бизнесменов отвергло заявления Самнера, направленные против филантропии. Вместо этого эти бизнесмены давали миллионы долларов, чтобы построить школы, колледжи, больницы, художественные галереи, парки и т. д. Эндрю Карнеги, который восхищался Спенсером, был ведущим филантропом в мире и крупным лидером, выступавшим против империализма и войны.
Писатель Герберт Уэллс оказался в большой степени под влиянием дарвинистских идей, а писатель Джек Лондон описал в своих рассказах различные истории выживания (например рассказ «Любовь к жизни»), которые включали его социал-дарвинистские взгляды.

## Япония
Социальный дарвинизм влиял на политику, здравоохранение и общественные движения в Японии начиная с конца XIX и в начале XX века. Социальный дарвинизм был первоначально принесён в Японию посредством работ Фрэнсиса Гальтона и Эрнста Геккеля, а также из американских, британских и французских евгенических ламаркистских исследований. Проблемы евгеники горячо обсуждались в начале XX века в Jinsei-Der Mensch — первом журнале евгеники в империи. Поскольку Япония стремилась сомкнуть ряды с Западом, эта практика была принята оптом вместе с колониализмом и его оправданиями.

## Китай
Социальный дарвинизм был формально введён в Китае через перевод Яня Фу работы Гексли «Эволюция и этика» в ходе обширной серии переводов классиков западной мысли. Перевод Яня Фу сильно повлиял на китайских учёных, потому что Янь Фу добавил национальные элементы, которых не было в оригинале. Янь Фу понял социологию Спенсера как «не просто анализ и описание, но также как предписание». Янь Фу видел, что Спенсер опирался на теории Дарвина, идеи Дарвина Янь Фу обобщил следующим образом:

Народы и живые существа борются за выживание. Сначала биологические виды борются с биологическими видами; затем [люди] постепенно прогрессируют, это есть происходит борьба одной социальной группы с другой. Слабый человек неизменно становятся добычей сильного, глупый человек неизменно становятся подвластным умному человеку.
— Янь Фу
В 1920-х годах социальный дарвинизм нашёл выражение в продвижении евгеники китайским социологом Пэном Гуэндэном. Когда Чан Кайши начал Движение за новую жизнь в 1934 году, Пэн Гуэндэн вернулся к теории социального дарвинизма, провозгласив, что «только те люди, кто приспосабливает себя к новым условиям жизни каждый день, могут жить хорошо. Когда всю жизнь люди проходят через этот процесс приспособления, это позволяет исправить свои собственные недостатки и избавиться от тех элементов, которые становятся бесполезными. Мы называем это новой жизнью».

## Нацистская Германия

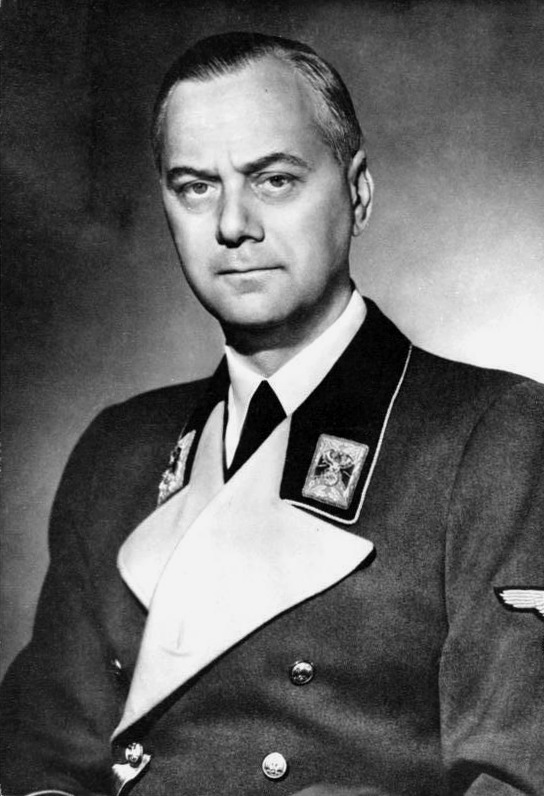
Альфред Розенберг

Оправданию нацистской Германии и её агрессии были посвящены нацистские пропагандистские сцены фильмов, где жуки борются друг с другом в лабораторных экспериментах, чтобы продемонстрировать принципы «естественного отбора», как изображено в фильме «Alles Leben ist Kampf» («Вся жизнь — это борьба»). Адольф Гитлер часто отказывался вмешиваться в продвижение по службе своих подчинённых, предпочитая вместо этого сделать так, чтобы они боролись друг с другом, чтобы вынудить «более сильного» человека побеждать слабого — «сила» должна применяться без всяких моральных ограничений. Главным сторонником этих идей был Альфред Розенберг.
Аргумент, что нацистская идеология была под сильным влиянием социал-дарвинистских идей, можно часто найти в исторической и социологической литературе. Например, американский философ и историк Ханна Арендт проанализировала историческое развитие от политически безразличного научного дарвинизма через социал-дарвинистскую этику к расистской идеологии.
К 1985 году аргументы Ханны Арендт были подняты противниками эволюционной теории. Эти идеи были представлены, в частности, креационистом Джонатаном Сарфатти. Интеллектуальный проект сторонников креационизма был основан на этих идеях. Например, эти идеи существовали в работе Ричарда Вейкарта, который является историком в Университете штата Калифорния и старшим научным сотрудником в Центре науки и культуры института Дискавери. Этот аргумент Ханны Арендт является главным в фильме 2008 года «Разведка не разрешена». Этот аргумент подвергся широкой критике в пределах академического сообщества. Лига антиклеветы отклонила такие попытки связать идеи Дарвина с нацистскими злодеяниями и заявила, что «использование Холокоста недопустимо, чтобы бросить тень на тех, кто развивает теорию эволюции, это возмутительно и излишне упрощает сложные проблемы, которые привели к массовому истреблению европейских евреев».
Подобные критические замечания иногда применяются (или неправильно употребляются) к другим политическим и научным теориям, которые напоминают социальный дарвинизм, например критические замечания в адрес эволюционной психологии. Критически настроенный рецензент книги Вейкарта пишет, что «абсолютизация моральных рамок эволюционной теории мешает решению ключевых проблем в социобиологии и эволюционной психологии, не говоря уже о проблемах специалистов по биоэтике, которые переработали многие гипотезы, которых Вейкарт придерживался».
Другой пример — последнее мнение, которое изображает мониста Эрнста Геккеля как мистического прародителя движения «Völkisch» и, в конечном счёте, нацистской партии Адольфа Гитлера. Учёные, настроенные против этой интерпретации, указали, что монисты были вольнодумцами, которые выступали против всех форм мистики, и что организации монистов были немедленно запрещены после нацистского переворота в 1933 году из-за их связи с большим разнообразием движений, включая феминизм, пацифизм, защитников прав человека и раннее движение за гражданские права гомосексуалистов.

## Современные сторонники социального дарвинизма
Сторонники современного сатанизма описывают себя как сторонников социального дарвинизма и евгеники. Сатанинская Библия создана Антоном Лавеем, основателем Церкви Сатаны в XX веке. Социал-дарвинистские идеи представлены всюду в этой Библии, Антон Шандор Лавей описывает сатанизм как «религию, основанную на универсальных чертах человека», и люди описаны в его Библии как всецело плотские и как животные. Каждый из семи смертных грехов описан им как естественный инстинкт человека и таким образом оправдан. Идеи социального дарвинизма имеют особое значение в «Книге Сатаны», где Лавей использует идею Рагнара Редбёрда: «Сила есть право», хотя эту идею можно найти повсюду в ссылках на врождённую силу человека и инстинкт самосохранения. Сатанизм Лавея есть «обобщение Маккиавелевского личного интереса».
Интернет-страница Церкви сатаны озаглавлена «Сатанизм: религия, которую боятся». Питер Гилмор писал:

… современный сатанизм […] есть зверская религия элитизма и социального дарвинизма, которая стремится восстановить господство сильного человека над идиотами…

Сатанисты стремятся усилить естественное право, требуя содействовать практике евгеники.

## Критика
Социал-дарвинизм объясняет эволюцию общественной жизни биологическими принципами естественного отбора и борьбы за существование, подчёркивая роль конфликтов в общественном развитии. Тем самым, его идеи находятся в оппозиции к принципам патернализма, к основным принципам традиционного общества.
Социал-дарвинизм является детерминистическим учением: социальный конфликт, с его точки зрения, является вечным и неустранимым, хотя, по Спенсеру, должен привести в конечном итоге к становлению идеального общества. Однако некоторые сторонники этой теории, наоборот, делают из неё вывод о деградации человечества.
Принципы социал-дарвинизма схожи с основными постулатами лессеферизма и капиталистической экономики: все эти учения ставят человека перед выбором «либо плыви, либо тони».
Противники аболиционизма часто использовали социал-дарвинизм для объяснения своих расистских теорий.

### Несовместимые определения
У социального дарвинизма есть много определений, и некоторые из них несовместимы друг с другом. Кроме того, социальный дарвинизм подвергся критике за то, что он был непоследовательной философией, которая не приводит ни к каким чётким политическим рекомендациям. Например, авторы Краткого оксфордского политического словаря пишут:

Трудность в установлении разумного и последовательного использования этого термина состоит в том, что принадлежность естественного отбора и выживания сильнейшего к области биологии не имеет ничего общего с социологией или политологией. Социальный дарвинист может с большим успехом оказаться как защитником такой теории, как Laissez-faire, сторонники которой настаивают на минимальном вмешательстве государства в экономику, так и защитником такой теории, как государственный социализм. Социальный дарвинист может оказаться как защитником империализма, так и защитником евгеники внутри собственной страны.

### Нацизм, евгеника, фашизм, империализм
Социальный дарвинизм использовался главным образом в либеральных обществах, где индивидуализм оказался преобладающей точкой зрения. Сторонники социального дарвинизма считали, что прогресс общества будет способствовать индивидуалистической конкуренции. Другая форма социального дарвинизма была частью идеологических основ нацизма и других фашистских движений. Эта форма не предлагала выживание сильнейшего как социальный заказ для общества, а скорее оправдывала тип расовой и национальной борьбы, где государство направляло человеческое размножение через евгенику. Например, представители такого теоретического направления, как «дарвинистский коллективизм», отделяли свои взгляды от индивидуалистического типа социального дарвинизма.
Элиты и сильные страны были составлены из белых людей, которые были успешными при расширении их империй, и, таким образом, эти сильные страны должны были выжить в борьбе за господство. С таким отношением к жителям колоний, европейцы, за исключением христианских миссионеров, редко принимали обычаи и языки местных жителей, входящих в их империи.

### Пётр Кропоткин: взаимопомощь как фактор эволюции

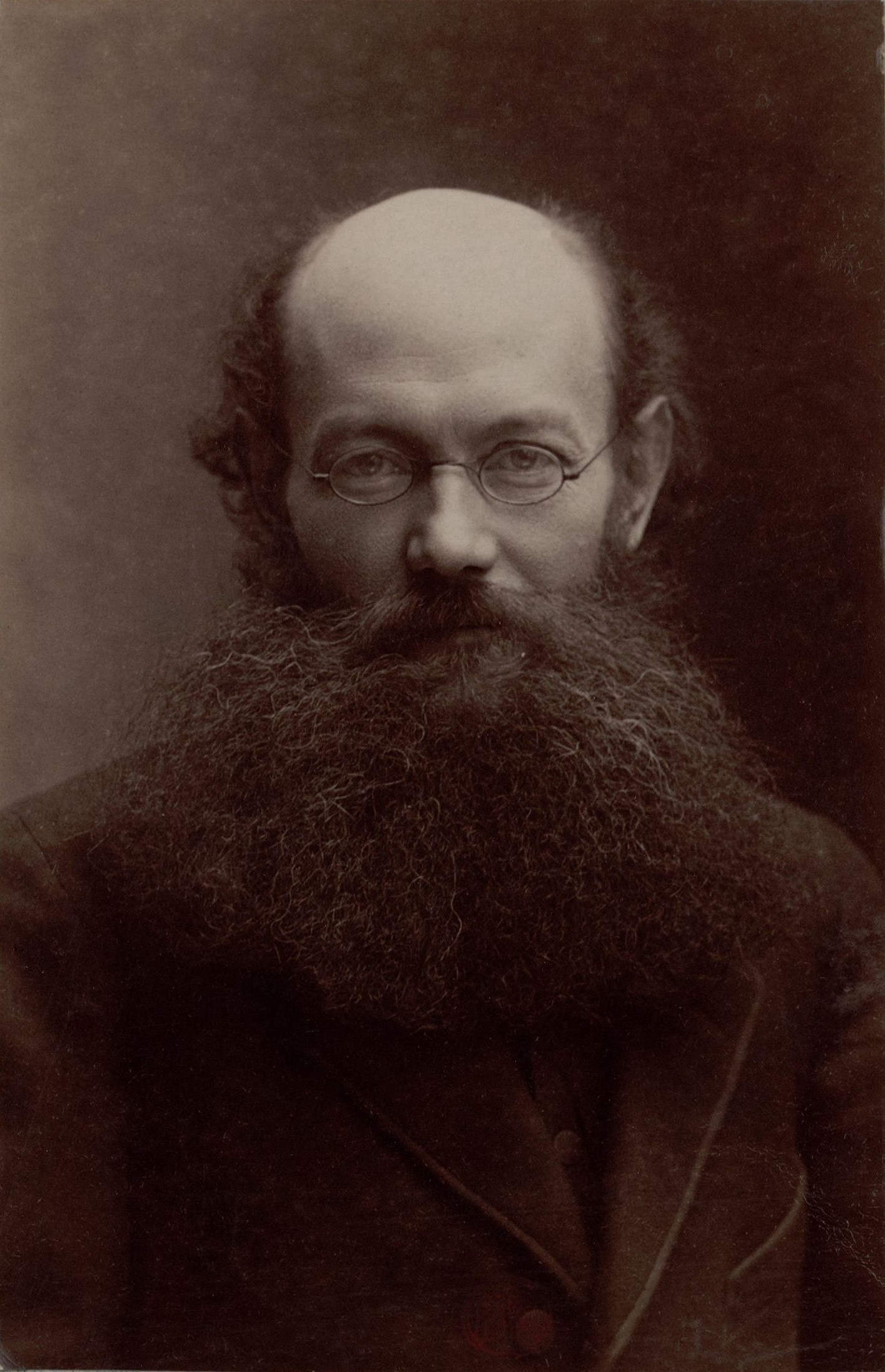
Пётр Кропоткин

Одним из известных критиков социал-дарвинизма был Пётр Кропоткин. В своей работе «Взаимопомощь как фактор эволюции» (1902) он приводит доводы, что в живой природе и в человеческом обществе кооперация и взаимопомощь являются более естественным явлением, чем конкуренция в борьбе за выживание. Кропоткин доказывал, что Дарвин не определил самого приспособленного человека как самого сильного или самого умного, а признавал, что самый приспособленный человек мог быть тем, кто умел сотрудничать с другими людьми. У многих социальных животных «борьба заменена сотрудничеством».

Дарвин предвидел, что термин [эволюция], который он ввёл в науку, потеряет своё единственно правильное значение, если этот термин будет использован в его узком смысле — только как борьба между отдельными людьми за средства существования. И в самом начале своей знаменитой работы Дарвин настоял на том, что борьба за существование включает заботу одного существа за другими, включая не только охрану жизни человека, но и обеспечение успеха в жизни для своего потомства.
В то время как Дарвин сам в основном использовал термин в его узком смысле, Дарвин предостерегал своих последователей относительно совершения ошибки (которую он, кажется, однажды сделал сам) переоценивая узкое значение этого термина. В работе «Происхождение человека и половой подбор» Дарвин написал некоторые сильные страницы, чтобы иллюстрировать широкий смысл этого термина. Дарвин указывал, что в бесчисленных обществах животных борьба за существование бывает заменена сотрудничеством, и эта замена приводит к развитию интеллектуальных и моральных способностей, которые обеспечивают видам лучшие условия для выживания. Дарвин писал, что в этих случаях, самыми приспособленными оказываются не самые физически сильные и хитрые, но те, кто учится объединяться, чтобы взаимно поддерживать друг друга. Дарвин писал, что «те сообщества, которые включают самое большое число членов, будут процветать больше всего и воспитывать самое большое число потомков» Термин, который произошёл из узкой мальтузианской концепции борьбы всех против всех, таким образом, потерял свою актуальность в уме того, кто познал Природу.

Ноам Хомский отмечал:

Кропоткин… утверждал, что на основании дарвинизма вы ожидаете развития сотрудничества и взаимопомощи, ведущих к общности, рабочему контролю и так далее. Ну, вы знаете, он не доказал свою точку зрения. Это, по крайней мере, аргументировано не лучше, чем точка зрения Герберта Спенсера.